# Prognathodon
Prognathodon é um gênero extinto de escamado marinho pertencente à família dos mosassauros. É classificado como parte da subfamília Mosasaurinae, ao lado de gêneros como Mosasaurus e Clidastes. Prognathodon foi recuperado de depósitos com idades que variam dos estágios Campaniano ao Maastrichtiano no Oriente Médio, Europa, Nova Zelândia e América do Norte.
Prognathodon significa "dente anterior", que se origina do latim pro- ("anterior" ou "anterior"), do grego gnathos ("mandíbula") e odṓn ("dente"). Doze espécies nominais de Prognathodon são reconhecidas, da América do Norte, norte e oeste da África, Oriente Médio, Europa Ocidental e Nova Zelândia. Devido às diferenças às vezes claras entre eles e à natureza incompleta de muitos dos espécimes, a sistemática do gênero e quais espécies deveriam ser adequadamente consideradas Prognathodon são controversas. Algumas espécies foram atribuídas a outros gêneros, como Dollosaurus e Brachysaurana, mas isso também tem sido questionado.
Prognathodon é conhecido por suas mandíbulas e dentes de constituição maciça. Suas adaptações alimentares distintas geraram muito interesse em sua ecologia desde a sua descoberta, embora evidências diretas de sua dieta, como resíduos gástricos, sejam raras.